# Villa Shéhérazade
 (septembre 2021).

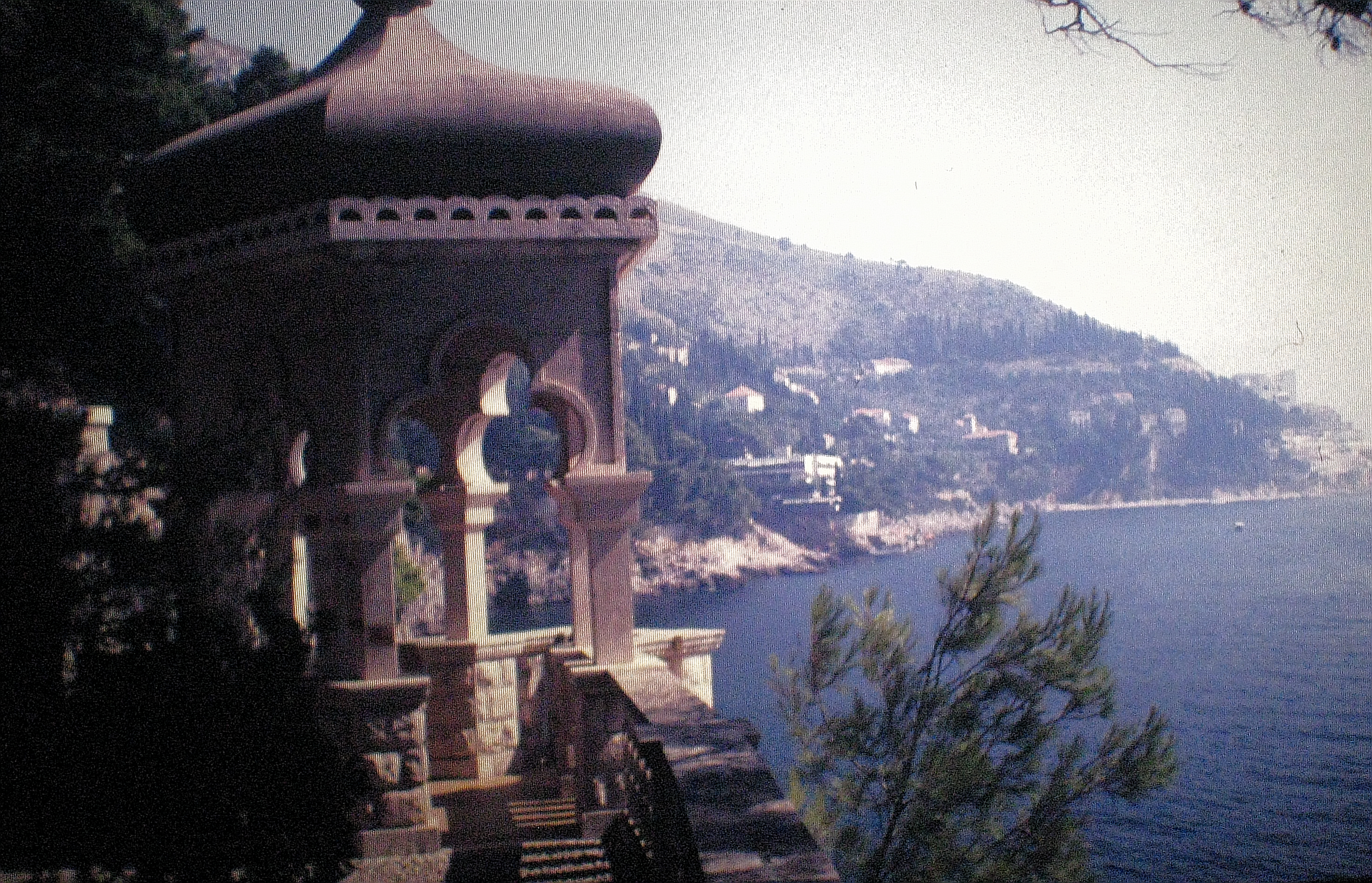
Vue depuis les jardins

La Villa Shéhérazade est une ancienne résidence privée luxueuse à l'est de la vieille ville de Dubrovnik. La villa a été construite vers 1930 et équipée d'un orgue Welte Philharmonie. Le bâtiment blanc orientalisant avec son dôme bleu caractéristique porte le nom du personnage de conte de fées arabe Shéhérazade. 

## Histoire
Le bâtiment a été construit pour le millionnaire américain d'origine juive estonienne William D. Zimdin, qui possédait plusieurs hôtels dans la région de Semmering en Basse-Autriche dans les années 1930. La villa désormais légendaire aurait servi de maison d'hôtes officielle du gouvernement sous Tito et est restée négligée pendant des années vers la fin de la période yougoslave. Aujourd'hui, le bâtiment atypique et emblématique est à nouveau entre des mains privées et a été utilisé comme propriété de luxe au prix de 6 600 euros par jour depuis une rénovation qui a eu lieu en 2005.
L'orgue, déjà endommagé par l'abandon du bâtiment, a été brutalement enlevé lors de la rénovation de la maison et donné à une église de Dubrovnik, où il était mal entreposé. Il est maintenant sous la protection des monuments en tant que bien culturel national de la Croatie. Son sort est cependant incertain.

## Liens web
- Darstellung der Villa mit Fotos auf der Homepage des Hotelbetreibers (Memento vom 11. Februar 2016 im Internet Archive)